# Contea di Shunping
La contea di Shunping (顺平县S, Shùnpíng XiànP) è una contea della Cina, situata nella provincia di Hebei e amministrata dalla prefettura di Baoding.